# Frederick Aiken
Frederick Argyle Aiken, auch Frederick Augustus Aiken (* 20. September 1832 in Lowell, Massachusetts; † 23. Dezember 1878 in Washington, D.C.), war ein US-amerikanischer Jurist, Offizier und Journalist. Während des Bürgerkrieges diente er in der Unionsarmee. Aiken fungierte als einer der Verteidiger von Mary Surratt, eine Mitangeklagte im Zusammenhang mit dem Attentat auf Präsident Abraham Lincoln.

## Frühe Jahre & Amerikanischer Bürgerkrieg
Aiken studierte Journalismus am Middlebury College. Später wurde er Herausgeber des Burlington Sentinel. Am 1. Juni 1857 heiratete er Sarah Olivia Weston (1837–1900). 1859 erhielt Aiken die Zulassung zum Anwalt. 1860 zog er mit seiner Frau nach Washington D.C., wo er als Secretary im Democratic National Committee tätig war und die Vizepräsidentschaftskandidatur von John C. Breckinridge bei der Präsidentschaftswahl von 1860 unterstützte.
Trotz Sympathien für die Konföderierten Staaten diente Aiken während des Bürgerkrieges in der Unionsarmee. Zum Kriegsende bekleidete er den Dienstgrad eines Colonels.

## Mary Surratt Gerichtsverfahren
Präsident Lincoln starb am 14. April 1865 durch ein Attentat des Schauspielers John Wilkes Booth. Booth starb zwölf Tage später bei einem Schusswechsel mit Soldaten der Nordstaaten. Die vermeintlichen Komplizen Booths wurden im Laufe des April verhaftet und vor ein Militärgericht gestellt. Die einzige weibliche Angeklagte war Mary Surratt, die Besitzerin jener Pension in Washington D.C., wo sich Booth und andere Verschwörer getroffen haben sollen. Surratts offizieller Verteidiger war Reverdy Johnson, ein ehemaliger Generalstaatsanwalt und damaliger Senator von Maryland. Da Johnsons Fähigkeit als Verteidiger angezweifelt wurden, überließ er einen Großteil der Verteidigung Aiken und John Clampitt, die in einer gemeinsamen Anwaltskanzlei in Washington D.C. arbeiteten.
Die Verteidigungsstrategie basierte auf dem Versuch, die Zeugenaussagen von zwei Hauptzeugen der Staatsanwaltschaft zu widerlegen. Surratt wurde in diesem Verfahren als schuldig befundig und am 7. Juli 1865 hingerichtet.
Die Beteiligung von Aiken an der Verteidigung von Mary Surratt wurde 2010 in dem Film Die Lincoln Verschwörung thematisiert. Dabei wurde er von dem Schauspieler James McAvoy verkörpert.

## Nach der Gerichtsverhandlung
Aiken und Clampitt lösten 1866 ihre gemeinsame Kanzlei auf. Die New York Times berichtete, dass Aiken im Juni 1866 verhaftet wurde, nachdem er einen nicht gedeckten Scheck bei einem Händler einlöste. Ab 1868 war Aiken als Journalist bei der Washington Post tätig.
Aiken verstarb am 23. Dezember 1878 in Washington, D.C. an den Folgen einer Herzerkrankung. Er wurde auf dem Oak Hill Cemetery in Washington, D.C. beigesetzt.